# Rhyssemus carinatipennis
Rhyssemus carinatipennis är en skalbaggsart som beskrevs av Louis Albert Péringuey 1901. Rhyssemus carinatipennis ingår i släktet Rhyssemus och familjen Aphodiidae. Inga underarter finns listade i Catalogue of Life.